# Luigi Variara

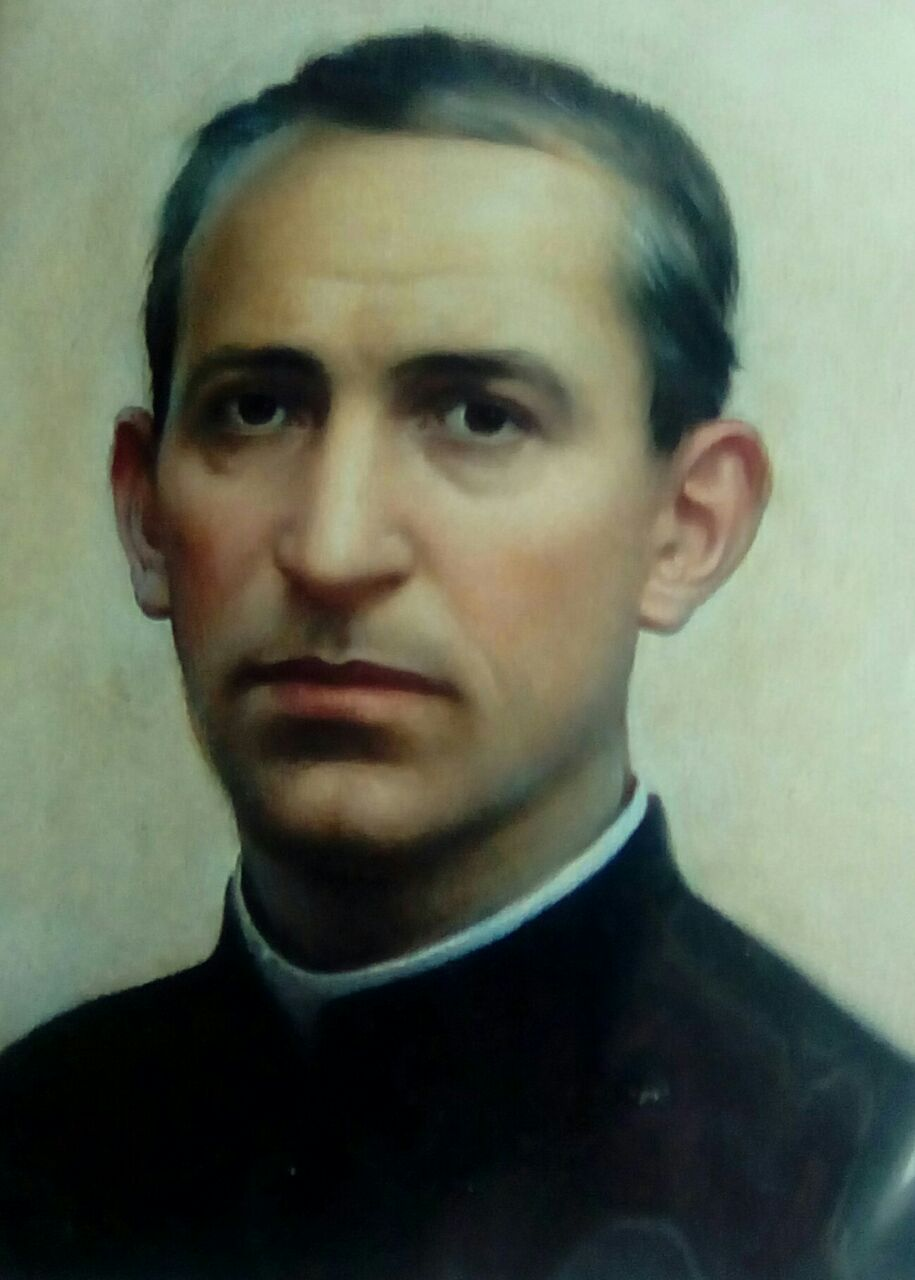

Luigi Variara, sdb (Viarigi, 15 januari 1875 - Cúcuta, 1 februari 1923) was een Italiaans, rooms-katholiek geestelijke van de orde van de Salesianen, missionaris in Zuid-Amerika en ordestichter. Hij werd in 2002 zalig verklaard door paus Johannes-Paulus II.

## Biografie
Variara ging naar school in Valdocco, een school van de Salesianen en ontmoette daar in 1888 Don Bosco. Hij vatte in 1891 priesterstudies aan en raakte in Valsalice onder de indruk van pater Michele Unia, die missionaris was bij de leprozen in Colombia. Zij reisden in 1894 samen naar Agua de Dios, een kleine Colombiaanse stad met een leprozenkolonie van 800 personen. Kort daarna, in 1895, stierf pater Unia en Variara nam samen met enkele andere geestelijken de zorg voor de leprozen over en stichtte een school, een ziekenhuis en een dispensarium. 
In 1898 werd Variara tot priester gewijd. Op 7 mei 1905 stichtte met enkele jonge vrouwen, lepralijders uit Agua di Dios, een nieuwe congregatie, de Dochters van de Heilige Harten van Jezus en Maria. Na tien jaar werd hij, tegen zijn zin, door zijn oversten overgeplaatst naar Venezuela. Binnen de Salesianen bestond er onbegrip voor zijn werk met de leprozen. 
Variara diende in verschillende steden en kwam in 1921 in Táriba terecht, in het Venezolaanse district Cárdenas. Hij kon nooit terugkeren naar Agua de Dios, al onderhield hij wel een schriftelijke correspondentie met de overste van de nieuwe congregatie. 
Variara stierf in 1923 in Cúcuta, Colombia.

## Nalatenschap
De congregatie van de Dochters van de Heilige Harten van Jezus en Maria die Variara stichtte, was in 2002 actief in Colombia, Ecuador, Venezuela, Bolivia, Brazilië, Mexico, Spanje, Italië, de Dominicaanse Republiek en Equatoriaal Guinea. 
Variara werd in 2002 zalig verklaard door paus Johannes-Paulus II, die over hem zei: "Hij nam een voorbeeld aan de barmhartigheid van Jezus en zette die om in concrete daden". De zalige Luigi Variara wordt door rooms-katholieken herdacht op zijn sterfdag 1 februari.